# 濱尾作子
濱尾 作子（はまお さくこ、女性、安政6年6月15日（1859年7月14日） - 昭和19年（1944年）12月）は、日本の社会事業家・慈善家。軍人およびその遺族救護、廃兵援護や殉職警察官の遺族、軍人遺子や廃兵子弟の教養さらに、会長職在職中には、応召兵や一般救民の生計扶助など、社会事業を拡げて、明治・大正期の日本の救護・社会福祉事業の礎を築いた一人である。公共慈善事業の役職を歴任した。枢密院議長や東京帝国大学総長を務めた濱尾新は夫。

## 来歴

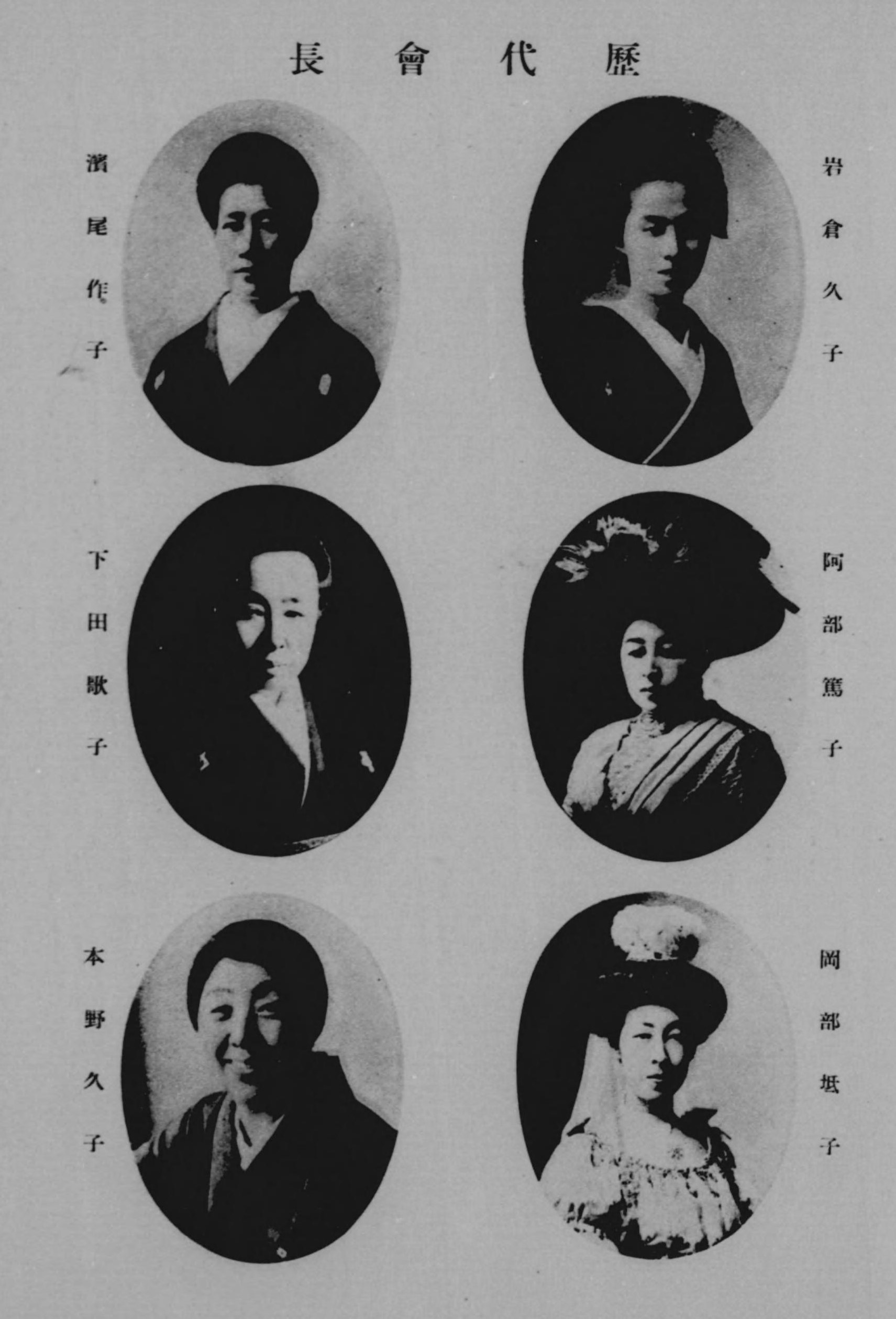
愛国婦人会の歴代会長。濱尾は上段左側。

現在の兵庫県に、久保田政擧の長女として生まれる。
1888年（明治21年）設立の大日本婦人衛生会副会長、大日本婦人教育会評議員を務める。愛国婦人会設立に尽力し、1901年（明治34年）の設立時には第1次評議員となり、1909年（明治42年）の理事、1911年（明治44年）5月の副会長を経て、1917年（大正6年）5月の第16回総会から会長（第4代）に就任した。1922年（大正11年）に会長職を辞し、特待会員となる。
また、婦人共立育児会小石川区幹事、婦人修養倶楽部理事、精神病者慈善救治会評議員など公共慈善事業の役職を歴任した。85歳で没。

## 人物
宮武外骨は、「男マサリの名のある女」として、鳩山春子、大隈綾子、下田歌子、三輪田真佐子、棚橋絢子、毛利安子、跡見花蹊、矢嶋楫子とともに名を挙げている。
愛国婦人会では、「高潔の人格と堅固なる徳操とを以て、会員敬慕の中心となり」、「定款の画期的改正」に尽力した。
明治末期の生活の知恵として、一家の主婦たる人びとが衛生や経済の上に注意をいたし、機会のある時に一部づつでも出来るだけ悪いところを変えていくようにすれば、家屋改良の困難の問題が解決できる、と説いた。

## 夫婦評
濱尾新との関係について、「成功を為せし人の家庭を見るに必ず良妻賢母の在るありて内助の功を為さざるはなし、男子一人の力によりて成功し得と思ふは誤なり、男女は相扶(たす)けて以て始て一個の成果を得べく、げに夫婦は一身同体の関係にあるものといふべし、而して能く此の主義を体得して夫人の典型と称せらるる」女史とされている。

## 家族・親族
- 弟：久保田政周
- 妹：長谷川なか子（長谷川芳之助夫人）、曽禰しん子（曽禰達蔵夫人）
- 娘：濱尾操

夫との間には男子はなく、操の夫として濱尾四郎を後嗣とした。